# Mithril Hall
Mithril Hall es una ciudad subterránea de enanos en el universo fantástico de Reinos Olvidados.
Bruenor vivió allí hasta que los duergars y el dragón Tiniebla Brillante expulsaron a los enanos en un ataque en el que perecieron el padre y el abuelo del rey enano. Durante muchos siglos, Mithril Hall estuvo bajo el reinado del clan Battlehammer, de modo que cuando Bruenor logró encontrarlo, pudo proclamarse rey legítimo de su hogar. En los túneles inferiores de Mitrhil Hall está uno de los accesos a la Antípoda Oscura.
- Datos: Q3859427